# Ото де ла Рош
Отон де ла Рош (умро пре 1234) је био учесник Четвртог крсташког рата, оснивач и први владар Атинског војводства.

## Биографија
Отон је био племић из Бургундије. Узео је учешћа у Четвртом крсташком рату борећи се под Задром и Цариградом. Након освајања Цариграда био је један од чланова одбора који је изабрао цара новоформираног Латинског царства. Царску круну преузео је Балдуин Фландријски. У складу са мартовским споразумом потписаним пред зидинама још увек незаузетог Цариграда, крсташу Бонифацију Монфератском припали су поседи око Никеје у Малој Азији. Међутим, Бонифације је самостално освојио Солун кога је одредио за престоницу нове краљевине.. Одатле је предузимао походе ка средњој и јужној Грчкој. Отон се прикључио војсци која је освојила Тесалију, Беотију и Атику. Као вазал солунског краља, Отон је завладао овим просторима формирајући Атинско војводство. Узео је титулу мегаскира или Великог господара (грчки: μεγασκύρ). Није јасно како је добио титулу дукса (војводе) Морејска хроника наводи да је титулу дао лично француски краљ Луј IX Отоновом наследнику Гају I де ла Рошу Атински акропољ утврђен је током Отонове владавине. Отон је формирао и атинску архиепископију. Њу је потврдио и папа Иноћентије III 1206. године. Након Бонифацијеве смрти долази до сукоба између латинског цара Хенрика Фландријског и намесника Бонифацијевог малолетног сина које је предводио Оберто II од Бијандрата. Отон је стао на страну латинског цара. Отон се 1208. године оженио Изабелом. У исто време забележен је и његов први сукоб са црквом. Отон је приморавао архиепископа Берарда да се одрекне права да именује благајника атинске катедрале у његово име. Папа Иноћентије III овластио је архиепископа Ларисе да истражи случај.
Следеће, 1209. године, Отон је свечано примио латинског цара који је посетио Атину. Међутим, историчар Жак Лонгон пише да Отон није никада прихватио Хенрикову врховну власт и да је остао веран Бонифацијевом наследнику Димитрију све до пада Солунске краљевине 1224. године. Због тога је неизвесно да ли је Отон Тебу добио од Хенрика или не.. Са Жофроом I Вилерденом, Отон је 1210. године предузео низ војних акција са циљем да консолидују своју власт. Заузели су Акрокоринт 1210. године, Аргос и Нафплио 1212. године. Као надокнаду, Отон је примио два Господства у Арголиди: Аргос и Нафплио и Дамалу. Теба је, због своје свиларске индустрије, постала Отонова престоница и економски центар његовог домена, а Атина је остала место Отоновог становања. Живео је у свом дворцу на врху Акропоља. Отон је одржавао добре односе са Иноћентијем и његовим наследником Хоноријем. Сукоб са атинским свештенством довео је до сукоба са папом Хоноријем. Хонорије га је екскомуницирао. Сукоб је решен 1223. године када је Отон пристао да попусти пред црквеним захтевима Отон се од 1225. године не помиње у историјским изворима. Тада је вероватно дао оставку на атински престо и предао је свом сину, а сам се вратио у Бургундију, иако је ова претпоставка несигурна. Умро је пре 1234. године јер његов син Отон II себе тада назива "сином бившег лорда Отона, војводе Атине" (filius quondam domini Ottonis, ducis Athenarum)

## Породично стабло
|  |                        |  |  |  |  |  |  |  |  |  |  |  |  |  |  |  |
|  | 2. Pons II de la Roche |  |  |  |  |  |  |  |  |  |  |  |  |  |  |  |
|  |                        |  |  |  |  |  |  |  |  |  |  |  |  |  |  |  |
|  |                        |  |  |  |  |  |  |  |  |  |  |  |  |  |  |  |
|  | 1. Ото де ла Рош       |  |  |  |  |  |  |  |  |  |  |  |  |  |  |  |
|  |                        |  |  |  |  |  |  |  |  |  |  |  |  |  |  |  |
|  |                        |  |  |  |  |  |  |  |  |  |  |  |  |  |  |  |
|  | 3.                     |  |  |  |  |  |  |  |  |  |  |  |  |  |  |  |
|  |                        |  |  |  |  |  |  |  |  |  |  |  |  |  |  |  |
|  |                        |  |  |  |  |  |  |  |  |  |  |  |  |  |  |  |